# Potentilla congesta
Potentilla congesta là loài thực vật có hoa trong họ Hoa hồng. Loài này được (Douglas ex Hook.) Baill. miêu tả khoa học đầu tiên năm 1869.